# سالم المشاط
سالم المشاط أحد الشخصيات الدينية البارزة في ليبيا، كتبت عنه أهم مصادر التاريخ الليبي الإسلامي، يطلق عليه عبد السلام الأسمر لقب «سلطان المدينة» احترامًا منه للمكانة الدينية التي يحظى بها المشاط بين أهالي طرابلس.، توفي عام (899 هـ – 1493 م) ودفن بمحاذاة المسجد الذي حمل اسمه (جامع سيدى سالم المشاط)، وهو من بين أهم مساجد المدينة القديمة في طرابلس.